# Huangxikou
Huangxikou är en ort i Kina. Den ligger i provinsen Hunan, i den södra delen av landet, omkring 260 kilometer väster om provinshuvudstaden Changsha. Antalet invånare är 1 770.
Runt Huangxikou är det ganska tätbefolkat, med 192 invånare per kvadratkilometer. Närmaste större samhälle är Longtou'an, 7,2 km sydväst om Huangxikou. I omgivningarna runt Huangxikou växer i huvudsak blandskog.
Genomsnittlig årsnederbörd är 1 960 millimeter. Den regnigaste månaden är maj, med i genomsnitt 337 mm nederbörd, och den torraste är december, med 48 mm nederbörd.